# Thomson Glacier
Thomson Glacier är en glaciär i Antarktis. Den ligger i Västantarktis. Chile gör anspråk på området. Thomson Glacier ligger 98 meter över havet.
Terrängen runt Thomson Glacier är platt österut, men västerut är den kuperad. Trakten är obefolkad. Det finns inga samhällen i närheten.